# Elaphoglossum betancurii
Elaphoglossum betancurii är en träjonväxtart som beskrevs av A. Rojas. Elaphoglossum betancurii ingår i släktet Elaphoglossum och familjen Dryopteridaceae. Inga underarter finns listade.